# Квангэтхо
Квангэтхо (кит. 廣開土王, кор. 광개토왕, яп. こうかいどおう, «ван, расширяющий земли»; 374, Куннэ, Когурё — 413) — 19-й ван Когурё, одного из трёх государств Корейского полуострова. Годы правления — 391—413. В корейской историографии часто называется Квангэтхо Великим (кор. 광개토 대왕); этого титула, кроме него, удостоен только Седжон. Значительно расширил границы своего царства, взял 64 укрепленных городов и более 1400 деревень.

## Биография
Квангэтхо родился в 374 году в семье когурёского вана Кокуяна. В 386 году объявлен наследником престола, а в 391 году занял престол покойного отца. В 396 году Квангетхо совершил большой поход на Пэкче. Правитель Пэкче Асино был вынужден заплатить завоевателям дань рабами и тканями и присягнуть на верность.
Согласно надписи на монументе точно не атрибутированом. Между Ямато и Когурё был гипотетический конфликт. В 397 году Асино тайно послал к японскому государству Ямато просьбу помочь в войне с Когурё. В ответ ямато напали на союзника Когурё, государство Силла на юго-востоке Корейского полуострова. Однако Квангэтхо отправил 50-тысячное войско, которое отбило нападавших к Мимане. В 407 году Когурё снова наложило дань на Пэкче.

Укрепив позиции на юге, Квангэтхо начал кампанию на западе против сябийского государства Поздняя Янь. В 400 году он контратаковал врага, захватив восточные берега реки Ляохэ и включив в состав своего государства западные регионы современной Маньчжурии. Кроме этого, в 392 году Квангэтхо совершил поход на северных киданей, в результате которого освободил 10 000 пленных когурёсцев и взял в плен 500 человек, а в 410 году подчинил себе племенно союз Пуё.

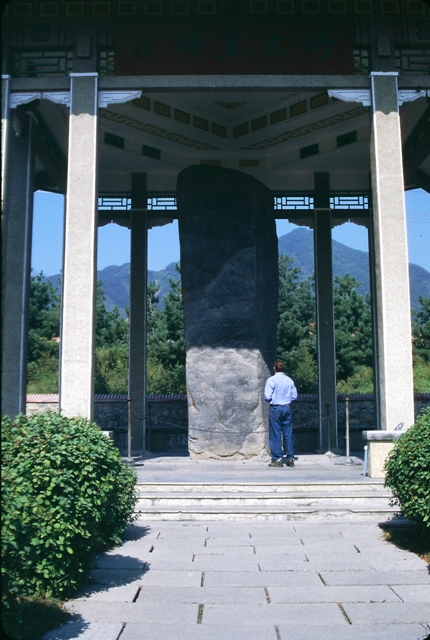
«стела Квангэтхо»

К концу жизни правителя-полководца границами Когурё были: на западе река Ляохэ, на севере — современные китайские города Кайюань и Нинан, на востоке — город Хуньчунь, а на юге — река Имджин. Его государство занимало территорию современной Северной Кореи, Маньчжурии, части Внутренней Монголии и Приморского края.

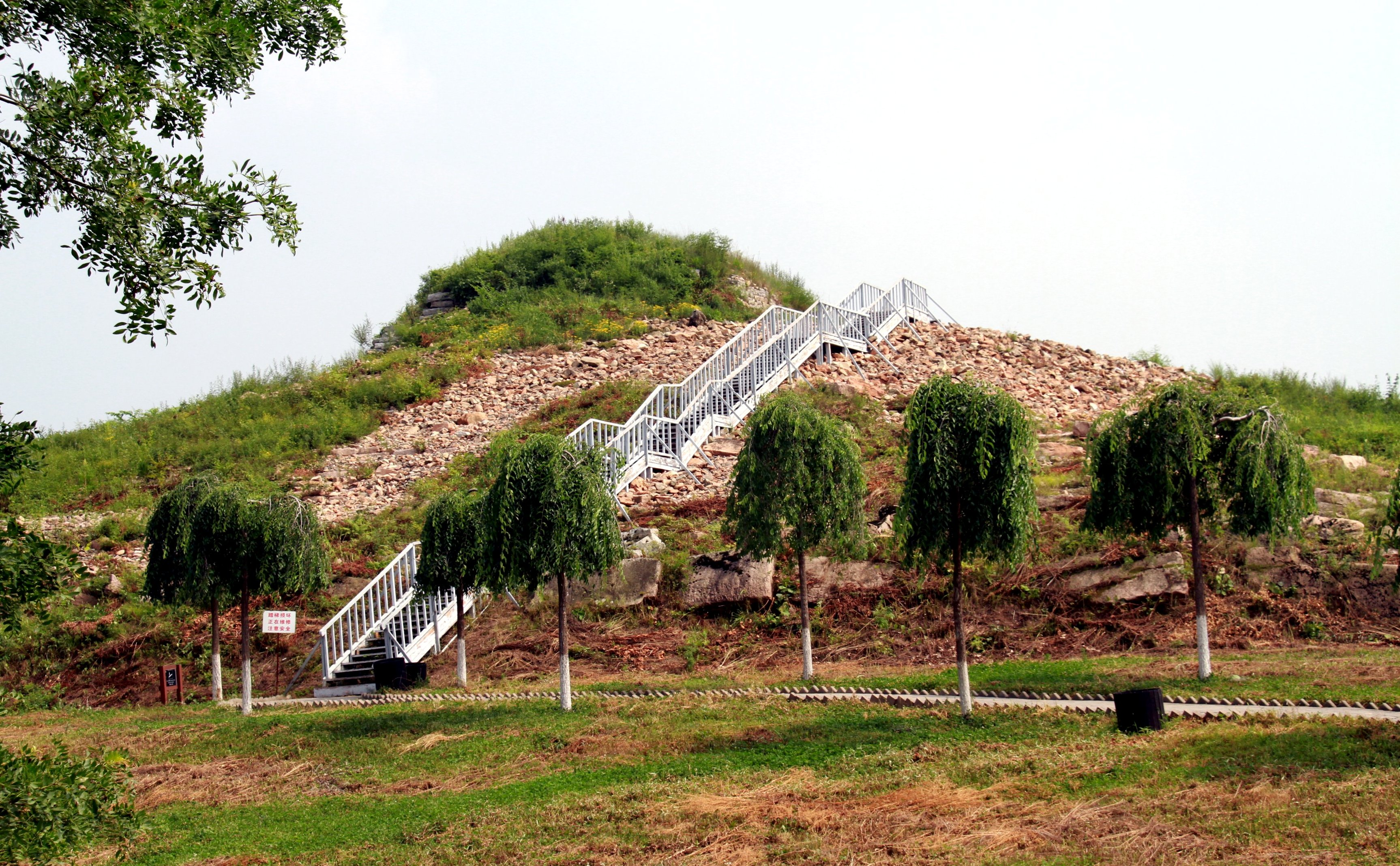
предполагаемая могила Квангэтхо

Квангэтхо занимался также внутренним упорядочением своего государства. Ему приписывают проведение чиновничьей реформы, направленной на централизацию управления, и установление института охранников гробниц когурёских правителей. Также ван способствовал распространению буддизма и основал в своей столице, в Пхеньяне, 9 буддистских монастырей.
Умер Квангэтхо в 413 году. Место его захоронения в письменных источниках не упоминается.
Однако часть китайских историков считает, что гробница вана находится недалеко от современного китайского города Цзиань близ китайско-северокорейской границы, где была найдена так называемая «стела Квангэтхо».